# FriendFeed
FriendFeed是一个聚合个人信息的网站，可整合网络社区媒体、社交网络服务、书签网站、博客、微博客的更新，及其他RSS/Atom信源。用户可将此类信息流量整合到Feed与好友共享、评论。据官网自述，FriendFeed目标旨在以工具的形式通过现有社交网络发现信息的妙趣，以及实现Web内容的更好相关程度与实用性质。在网站中可以个人、公司或者团体组织的身份成为注册用户。有博客文章提到，一般较之于其他社区媒体的服务之仅仅跟踪用户于自身网站的动态，FriendFeed可令好友在更广范围（比方说博客、Twitter和Flickr）的动态受到反映。部分博客作者关心浏览者在FriendFeed中对所著文章的评论，更甚于在其博客页面之评论。
FriendFeed的创始人曾经全部就职于Google，并参与了Gmail、Google Maps等等服务的创立。
FriendFeed的公司位于美国加州芒廷维尤。
自2009年7月13日开始，FriendFeed被中国大陆防火长城封锁。目前还处在封锁当中。（2016年7月14日状态）
2009年8月10日，官方博客宣布其接受Facebook收购请求，正式成为Facebook的一部分。
2015年4月9日，FriendFeed正式关闭。

## 支持的服务
用户可以将下面的服务项目整合于FriendFeed的帐号中：
| 博客 - Ameba - 百度空间 - Blogger - Tumblr - Live Journal - Skyrock 书签 - Delicious - Diigo - Furl - Hatena - Ma.gnolia - Mister Wong - StumbleUpon - Twine |  | 读书 - Goodreads - LibraryThing 新闻 - Digg - Google Reader - Meneame - Mixx - Reddit 照片 - Flickr - Fotolog - Photobucket - Picasa Web Albums - SmugMug - Zooomr |  | 状态 - Brightkite - Facebook - Gmail/Google Talk - identi.ca - Plurk - Twitter 音乐 - iLike - Last.fm - Pandora |  | 视频 - 12seconds - Dailymotion - Joost - Seesmic - Smotri - Vimeo - YouTube 评论 - Backtype - Disqus - Intense Debate |  | 其它 - 自定义RSS/Atom - Amazon.com - LinkedIn - Netflix - Netvibes - Polyvore - SlideShare - tipjoy - Upcoming - Wakoopa - Yelp |